# Symphony (Metro de Boston)
Symphony  es una estación en el Ramal E de la línea Verde del Metro de Boston. La estación se encuentra localizada entre la Avenida Massachusetts y la Avenida Huntington en Boston, Massachusetts. La estación Symphony fue inaugurada el 16 de febrero de 1941. La Autoridad de Transporte de la Bahía de Massachusetts es la encargada por el mantenimiento y administración de la estación. En la actualidad la estación no se encuentra habilitada, en 2023 se comenzaron trabajos de remodelación y reconstrucción que duraran hasta el año 2026.

## Descripción
La estación Symphony cuenta con 2 plataformas laterales y 2 vías. 

## Conexiones
La estación es abastecida por las siguientes conexiones: 
- Rutas de autobuses: 1, 39, CT1